# هوفسوس
هوفسوس (به لاتین: Hofsós) یک روستا در ایسلند است که در منطقه نوردورلاند وسترا واقع شده‌است. هوفسوس ۱۹۰ نفر جمعیت دارد.